# Tiếng Quảng Châu Hồng Kông
Tiếng Quảng Châu Hồng Kông (香港粵語, Hương Cảng Việt ngữ) là một phương ngữ tiếng Quảng Châu thuộc ngữ hệ Hán-Tạng thường được nói ở Hồng Kông, cũng như Ma Cao và một số khu vực lân cận ở Quảng Đông. Đây là ngôn ngữ mẹ đẻ và trên thực tế là ngôn ngữ chuẩn của Hồng Kông. Mặc dù người Hồng Kông xác nhận nó là phương ngữ tiếng Trung Quốc với thuật ngữ "Quảng Đông Thoại" (廣東話), một loạt các ấn phẩm ở Trung Quốc đại lục mô tả nó là tiếng Hồng Kông (香港話, Hương Cảng thoại), do một số khác biệt nhỏ giữa cách phát âm trong tiếng Hồng Kông và tiếng Quảng Châu được nói ở tỉnh Quảng Đông lân cận, nơi tiếng Quảng Châu (dựa trên phương ngữ Quảng Châu) là một lingua franca.
Trong những năm qua, tiếng Hồng Kông cũng đã tiếp thu thuật ngữ nước ngoài và phát triển một tập hợp lớn các thuật ngữ riêng biệt của Hồng Kông. Việc chuyển đổi mã bằng tiếng Anh cũng rất phổ biến. Những khác biệt so với phương ngữ Quảng Châu là kết quả của sự cai trị của Anh giữa năm 1841 và 1997, cũng như việc đóng cửa biên giới Trung Quốc - Hồng Kông ngay sau khi thành lập Cộng hòa Nhân dân Trung Hoa vào năm 1949.

## Lịch sử
Trước khi người Anh đến định cư vào năm 1842, cư dân Hồng Kông chủ yếu nói tiếng Quảng Đông (phương ngữ Đông Quan-Bảo An (Tungkun – Po'on)) cũng như tiếng Khách Gia và tiếng Triều Châu. Những ngôn ngữ và phương ngữ này đều khác biệt đáng kể so với tiếng Quảng Châu.
Sau khi người Anh mua lại đảo Hồng Kông, bán đảo Cửu Long và Tân Giới từ nhà Thanh trong khoảng thời gian từ năm 1841 (chính thức là năm 1842) đến năm 1898, một số lượng lớn thương nhân và công nhân từ thành phố Quảng Châu, trung tâm chính của tiếng Quảng Châu đã đến Hồng Kông. Tiếng Quảng Châu trở thành ngôn ngữ nói chủ đạo ở Hồng Kông. Việc di cư rộng rãi thường xuyên giữa Hồng Kông và các khu vực nói tiếng Quảng Châu đại lục đã duy trì cho đến năm 1949, khi những người Cộng sản nắm quyền ở Trung Quốc đại lục. Trong thời kỳ này, phương ngữ được nói ở Hồng Kông rất giống với tiếng Quảng Châu.
Năm 1949, khi Cộng hòa Nhân dân Trung Hoa được thành lập, Hồng Kông đã chứng kiến một dòng người tị nạn lớn từ các khu vực khác nhau của Trung Quốc đại lục. Chính phủ Hồng Kông đã đóng cửa biên giới để ngăn chặn sự tràn vào ồ ạt, nhưng dòng người nhập cư bất hợp pháp từ Trung Quốc đại lục vẫn tiếp tục tìm đường vào Hồng Kông. Bởi vì điều này, sự tương ứng giữa ngôn ngữ và sắc tộc nói chung có thể đúng mặc dù không tuyệt đối, vì nhiều người nói tiếng Hồng Kông có thể đến từ các khu vực khác của Trung Quốc, đặc biệt là Thượng Hải hoặc các khu vực không thuộc Quảng Châu của Quảng Đông nơi mà tiếng Khách Gia và tiếng Triều Châu chiếm ưu thế.
Sự di chuyển, liên lạc và quan hệ giữa Hồng Kông và Trung Quốc đại lục trở nên rất hạn chế, do đó sự phát triển của tiếng Quảng Châu ở Hồng Kông chuyển hướng từ Quảng Châu. Ở Trung Quốc đại lục, Hán ngữ tiêu chuẩn đã trở thành ngôn ngữ chính thức và đã được đưa vào giáo dục. Ở Hồng Kông, tiếng Quảng Châu là phương tiện giảng dạy trong trường học, cùng với tiếng Anh và chữ Hán.
Bởi vì tiếp xúc lâu dài với tiếng Anh trong thời kỳ thuộc địa, một số lượng lớn các từ tiếng Anh đã được mượn vào tiếng Hồng Kông, ví dụ: "巴士" (/páːsǐː/) phiên âm từ "bus" theo nghĩa đen là "xe buýt". Người dân Hồng Kông thậm chí bắt đầu mượn cấu trúc tiếng Anh, ví dụ, "噉 (咁) 都唔 có ý nghĩa" (theo nghĩa đen, "nó vẫn không có ý nghĩa."). Do đó, từ vựng của tiếng Quảng Châu ở Trung Quốc đại lục và Hồng Kông khác nhau đáng kể.
Hơn nữa, cách phát âm tiếng Quảng Châu đã thay đổi trong khi sự thay đổi này hoặc không xảy ra ở Trung Quốc đại lục hoặc diễn ra chậm hơn nhiều. Ví dụ, việc hợp nhất khởi âm /n/ thành /l/ và bỏ âm /ŋ/ đã được quan sát. Do sự liên lạc hạn chế giữa Hồng Kông và Trung Quốc đại lục, những thay đổi này chỉ có tác dụng hạn chế ở Trung Quốc đại lục vào thời điểm đó. Do đó, cách phát âm tiếng Quảng Châu giữa Hồng Kông và Trung Quốc đại lục rất đa dạng, vì vậy người bản ngữ có thể nhận ra sự khác biệt khi nghe tiếng Quảng Châu của Hồng Kông và ở Trung Quốc đại lục.
Tiếng Quảng Châu gốc Hồng Kông có thể được tìm thấy trong văn hóa phổ biến như điện ảnh Hồng Kông và nhạc pop Hồng Kông (Cantopop). Người Hồng Kông đã di cư sang các nước khác đã đưa tiếng Quảng Châu Hồng Kông đến các nơi khác trên thế giới.

## Âm vị học
Ở Hồng Kông ngày nay, nhiều người bản ngữ không thể phân biệt giữa các cặp âm vị nhất định, khiến họ phải kết hợp âm thanh này thành âm thanh khác. Mặc dù điều này thường được coi là không đạt tiêu chuẩn và thường bị phát âm là "âm lười biếng" (懶 音), hiện tượng này đang ngày càng lan rộng và ảnh hưởng đến các khu vực nói tiếng Quảng Đông khác. Trái lại với quan điểm phổ biến, một số thay đổi này không phải là gần đây. Sự mất đi của âm mũi ngạc mềm (/ŋ/) đã được ghi nhận bởi Williams (1856), và sự thay thế của mũi lỏng (/l/) cho đầu mũi (/n/) đã được ghi nhận bởi Cowles (1914).
Danh sách các kiểu âm được quan sát:
- Hợp nhất /n/ đầu tiên thành /l/ đầu.
- Hợp nhất /ŋ/ ban đầu thành ký tự đầu rỗng.
- Hợp nhất các chữ cái đầu /kʷ/ và /kʷʰ/ thành /k/ và /kʰ/ khi theo sau là /ɔː/.
Lưu ý rằng /ʷ/ là âm lướt (介 音) duy nhất trong tiếng Quảng Đông. Việc hợp nhất / ŋ / và / k / codas thành / n / và / t / codas, loại bỏ sự tương phản giữa các cặp cuối cùng này (ngoại trừ sau /e/ và /o/): /aːn/ - /aːŋ/, /aːt/ - /aːk/, /ɐn/ - /ɐŋ/, /ɐt/ - /ɐk/, /ɔːn/ - /ɔːŋ/ và /ɔːt/ - /ɔːk/.
Việc hợp nhất hai mũi tên âm tiết, /ŋ̩/ thành /m̩/, loại bỏ sự tương phản về âm giữa 吳 (họ Ngô) và 唔 (không phải). Hợp nhất các âm tăng (陰 上 thứ 2 và 陽 上 thứ 5).
Ngày nay ở Hồng Kông, người ta vẫn cố gắng tránh những âm thanh này bị ghép vào trong các chương trình phát sóng nghiêm túc và trong giáo dục. Những người lớn tuổi thường không thể hiện những thay đổi này trong bài phát biểu của họ, nhưng một số thì có. Với sự thay đổi âm thanh, tên của Ngân hàng Hang Seng của Hồng Kông (香港 恆生 銀行), /hœ́ːŋ kɔ̌ːŋ hɐ̏ŋ sɐ́ŋ ŋɐ̏n hɔ̏ːŋ/, nghĩa đen là Ngân hàng Tăng trưởng Không đổi Hồng Kông, trở thành /hœ́ːn kɔ̌ːn hɐ̏n sɐ́n ɐ̏n hɔ̏ːn/, nghe giống như Hon ' Kon 'ngứa cơ thể' un lạnh (痕 身 un 寒). Bản thân tên tiếng Quảng Đông (廣東話, "tiếng Quảng Đông") sẽ là /kʷɔ̌ːŋ tʊ́ŋ wǎː/ không có sự hợp nhất, trong khi /kɔ̌ːŋ tʊ́ŋ wǎː/ (nghe giống như "講 東 話": "nói tiếng nói phương Đông") và / kɔ̌ːn tʊ́ŋ wǎː / (phát âm như "趕 東 話": "xua đuổi lối nói phương đông") đang rất được ưa chuộng.
Sự thay đổi này cũng ảnh hưởng đến cách một số người Hồng Kông nói các ngôn ngữ khác. Điều này đặc biệt rõ ràng trong cách phát âm của một số tên tiếng Anh: "Nicole" phát âm là [lekˈkou̯], "Nancy" phát âm là [ˈlɛnsi], v.v. Một ví dụ rất phổ biến về sự trộn lẫn giữa / n / và / l / là từ 你, nghĩa là "bạn". Mặc dù cách phát âm chuẩn phải là /nei/, từ này thường được phát âm là /lei/, là họ 李, hoặc từ 理, có nghĩa là lý thuyết. Sự hợp nhất của (/n/) và (/l/) cũng ảnh hưởng đến việc lựa chọn các ký tự khi phương tiện truyền thông Quảng Đông chuyển ngữ các tên nước ngoài.
Các nhà kê đơn cố gắng sửa chữa những "âm thanh lười biếng" này thường kết thúc bằng việc đưa ra các siêu điều trị. Ví dụ: trong khi cố gắng đảm bảo rằng mọi người phát âm chữ cái đầu /ŋ/, họ có thể giới thiệu nó thành những từ trước đây có chữ cái đầu rỗng. Một ví dụ phổ biến là từ 愛, có nghĩa là "tình yêu". Mặc dù cách phát âm chuẩn sẽ là /ɔ̄ːi/, nhưng từ này thường được phát âm là /ŋɔ̄ːi/. Hiện tượng tương tự cũng xảy ra ở nhiều phương ngữ Quan Thoại khác nhau (ví dụ: tiếng Quan thoại Tây Nam).

## Các cụm từ và cách diễn đạt độc đáo
Tiếng Quảng Châu Hồng Kông đã phát triển một số cụm từ và cách diễn đạt riêng cho ngữ cảnh của Hồng Kông. Ví dụ như:
| Tiếng Quảng Đông thông tục (cách phát âm)                                                                                               | Nghĩa đen                | Thông tục                               | Giải thích |
| --- | ------------------------ | --------------------------------------- | --- |
| 離譜 (lei4 pou2) Ví dụ: 佢遲咗成粒鐘，真係離譜! Tiếng Việt: Anh ấy đến muộn một giờ. Thật là thái quá!                                  | bắt đầu từ điểm số       | vô lý/thái quá/lố bịch/phi logic        | tổng phổ |
| 撞板 (zong6 baan2) Ví dụ: 成日都咁衝動，抵佢今次撞板。 Tiếng Việt: Anh ấy luôn bốc đồng, không có gì lạ khi anh ấy gặp rắc rối lần này. | nhịp xung đột            | phạm sai lầm/gặp rắc rối                | nhịp tại nhà hát opera Quảng Đông |
| 串 (cyun3) Ví dụ: 你洗唔洗咁串呀! Tiếng Việt: Bạn có cần phải khắc nghiệt như thế không?                                                | xiên thành chuỗi/thô tục | gay gắt/cực kỳ thẳng thừng/thiếu tế nhị | Cách sử dụng thông tục cho việc còng tay, được mở rộng nghĩa hơn để kết hợp với biểu hiện gay gắt tổng quan; cách khác, bằng cách sửa đổi giá trị âm cho "thô tục" |
| 是但 (si6 daan6) Ví dụ: A: 你想去邊度食飯？ B: 是但啦! Tiếng Việt : A: Bạn muốn đi ăn ở đâu? B: Sao cũng được!                          | là/có nhưng mà           | Gì cũng được/Thoải mái thôi             | Cụm từ này có nguồn gốc từ 肆無忌憚 (si3 mo4 gei6 daan6, bỏ qua các ràng buộc)                                                                                     |
| 冬瓜豆腐 (dung1 gwaa1 dau6 fu6) Ví dụ: 你有乜冬瓜豆腐，我會好傷心㗎! Tiếng Anh: Tôi sẽ rất đau khổ nếu bạn chết.                        | đậu phụ dưa đông         | chết                                    | đồ ăn vàng mã trong đám tang |

## Từ vay mượn
Cuộc sống ở Hồng Kông trở nên đặc trưng nhờ sự pha trộn của nền văn hoá miền nam Trung Quốc với các nền văn hóa châu Á và phương Tây khác, cũng như vị trí của thành phố như một trung tâm kinh doanh quốc tế lớn. Đổi lại, sức ảnh hưởng của Hồng Kông đã lan rộng sang các nền văn hóa khác. Qua đó, một số lượng lớn từ vay mượn được tạo ra tại Hồng Kông và sau đó được xuất khẩu sang những nơi khác như Trung Quốc đại lục, Đài Loan, Singapore và Nhật Bản. Một số từ khóa vay mượn thậm chí còn trở nên phổ biến hơn so với các từ khóa ở Trung Quốc, Hồng Kông cũng như ở các nền văn hóa nơi họ đến.

### Từ vay mượn từ nơi khác
Dưới đây là một số từ vay mượn tiêu biểu.

#### Từ tiếng Anh
| Chữ Hán            | Việt bính        | Tiếng Anh và các định nghĩa khác                                                     | Tiếng Quan Thoại Trung Quốc đại lục | Tiếng Quan Thoại Đài Loan | Tiếng Việt                                                                                    |
| ------------------ | ---------------- | ------------------------------------------------------------------------------------ | ----------------------------------- | ------------------------- | --------------------------------------------------------------------------------------------- |
| 戶口               | aa3 kaan1        | account                                                                              | 户口                                | 戶口                      | tài khoản                                                                                     |
| 拗撬               | aau3 giu6        | argue arguments (fights)                                                             | 吵架                                | 吵架                      | tranh cãi, cãi vã cuộc tranh cãi, sự cãi vã (ẩu đả)                                           |
| 百家樂             | baak3 gaa1 lok6  | Baccarat (card game)                                                                 | 百家乐                              | 百家樂                    | Baccarat (trò chơi bài)                                                                       |
| 波                 | bo1              | ball                                                                                 | 球                                  | 球                        | quả bóng                                                                                      |
| (跳)芭蕾(舞)       | baa1 leoi4       | ballet                                                                               | (跳)芭蕾(舞)                        | (跳)芭蕾(舞)              | múa ba lê                                                                                     |
| 繃帶               | bang1 daai2      | bandage                                                                              | 绷带                                | 繃帶                      | băng bó                                                                                       |
| (酒)吧             | baa1             | bar barrister                                                                        | (酒)吧 大律师                       | (酒)吧 大律師             | quán bar trạng sư, luật sư                                                                    |
| 啤酒               | be1 zau2         | beer                                                                                 | 啤酒                                | 啤酒                      | bia                                                                                           |
| 比堅尼             | bei2 gin1 nei4   | bikini                                                                               | 比基尼                              | 比基尼                    | bikini                                                                                        |
| 煲呔               | bou1 taai1       | bow tie                                                                              | 领结                                | 領結                      | nơ con bướm                                                                                   |
| 保齡球             | bou2 ling4       | bowling                                                                              | 保龄球                              | 保齡球                    | bóng gỗ                                                                                       |
| 杯葛               | bui1 got3        | boycott                                                                              | 抵制                                | 抵制                      | cao bồi                                                                                       |
| 百家利             | baak3 gaa1 lei6  | broccoli                                                                             | 西兰花                              | 西蘭花                    | bông cải xanh                                                                                 |
| 巴打               | baa1 daa2        | brother                                                                              | 兄弟                                | 兄弟                      | anh em, huynh đệ                                                                              |
| 蒲飛               | pou6 fei1        | buffet                                                                               | 布斐                                | 布斐                      | tiệc đứng, tiệc búp phê                                                                       |
| 笨豬跳             | ban6 zyu1 tiu3   | bungee jumping                                                                       | 蹦极跳                              | 蹦極跳                    | nhảy bungee                                                                                   |
| 巴士               | baa1 si2         | bus                                                                                  | 公交/公交车                         | 公車/公共汽車             | xe buýt                                                                                       |
| 拜拜               | baai1 baai3      | bye                                                                                  | 再见                                | 再見                      | tạm biệt                                                                                      |
| 卡路里             | kaa1 lou6 lei5   | calorie                                                                              | 卡路里                              | 卡路里                    | calo                                                                                          |
| 咖啡因             | gaa3 fe1 jan1    | caffeine                                                                             | 咖啡因                              | 咖啡因                    | cafein                                                                                        |
| 咭                 | kaat1            | card                                                                                 | 卡                                  | 卡                        | tấm thẻ lá bài                                                                                |
| 卡通               | kaa1 tung1       | cartoon                                                                              | 卡通                                | 卡通                      | phim hoạt hình                                                                                |
| 哥士的(梳打)       | go1 si2 dik1     | caustic soda                                                                         | 氢氧化钠                            | 氫氧化鈉                  | xút                                                                                           |
| 芝士               | zi1 si2          | cheese                                                                               | 起司                                | 起司                      | phô mai                                                                                       |
| 車厘子             | ce1 lei4 zi2     | cherry                                                                               | 樱桃                                | 櫻桃                      | quả anh đào                                                                                   |
| 朱古力             | zyu1 gu1 lik1    | chocolate                                                                            | 巧克力                              | 巧克力                    | socola                                                                                        |
| 西打酒             | sai1 daa2        | cider                                                                                | 果酒                                | 果酒                      | nước trái cây lên men                                                                         |
| 雪茄               | syut3 gaa1       | cigar                                                                                | 雪茄                                | 雪茄                      | xì gà                                                                                         |
| 打咭               | daa2 kat1        | clock in                                                                             | 打卡                                | 打卡                      | ghi giờ đến sở làm                                                                            |
| 俱樂部             | keoi1 lok6 bou6  | club                                                                                 | 俱乐部                              | 俱樂部                    | câu lạc bộ                                                                                    |
| 甘屎(架)/屎皮/論盡 | gam1 si4         | clumsy                                                                               | 笨拙/笨手笨脚                       | 笨拙/笨手笨腳             | hậu đậu, vụng về                                                                              |
| 可可               | ho2 ho2          | cocoa                                                                                | 可可                                | 可可                      | cacao                                                                                         |
| 可卡               | ho2 kaa1         | coca                                                                                 | 古柯                                | 古柯                      | coca                                                                                          |
| 可卡因             | ho2 kaa1 jan1    | cocaine                                                                              | 可卡因                              | 可卡因                    | cocain                                                                                        |
| 咖啡               | gaa3 fe1         | coffee                                                                               | 咖啡                                | 咖啡                      | cà phê                                                                                        |
| 曲奇               | kuk1 kei4        | cookie                                                                               | 曲奇                                | 曲奇                      | bánh quy                                                                                      |
| 咕喱               | gu1 lei1         | coolie                                                                               | 苦力                                | 苦力                      | cu li                                                                                         |
| 酷哥               | huk6 go1         | cougar                                                                               | 酷哥/美洲狮                         | 酷哥/美洲獅               | báo sư tử                                                                                     |
| 忌廉               | gei6 lim4        | cream                                                                                | 克林姆                              | 克林姆                    | kem                                                                                           |
| 曲(既)             | kuk1             | crooked (bent) bend your knees winding road ahead zig-zag                            | 弯曲                                | 彎曲                      | cong (bẻ cong) quỳ gối xuống quanh co con đường phía trước ngoằn ngoèo                        |
| 咖喱               | gaa3 lei1        | curry                                                                                | 咖喱                                | 咖喱                      | cà ri                                                                                         |
| 山埃               | saan1 aai1       | cyanide                                                                              | 山埃                                | 山埃                      | cyanide                                                                                       |
| 打令               | daa2 ling6       | darling                                                                              | 打令                                | 打令                      | cưng                                                                                          |
| (一)碟(餸)         | dip6             | dish                                                                                 | 一道菜                              | 一道菜                    | đĩa                                                                                           |
| 都甩/冬甩          | dou1 lat1        | doughnut                                                                             | 甜甜圈                              | 甜甜圈                    | bánh vòng                                                                                     |
| (揼垃圾)           | dam²             | dump garbage in the dump/dumpster database dump pile dump dumped by boy-/girl-friend | 倒掉(垃圾)                          | 倒掉(垃圾)                | đổ rác (trong bãi chứa rác/thùng rác) kết xuất cơ sở dữ liệu bãi chất đống bị bạn trai/gái đá |
| 肥佬               | fei4 lou2        | fail (failure)                                                                       | 失败                                | 失敗                      | thất bại                                                                                      |
| 菲林               | fei1 lam²        | film                                                                                 | 㬵卷                                | 膠卷                      | phim                                                                                          |
| 揮/爭取            | fai1             | fight fight for                                                                      | 打架/争取                           | 打架/爭取                 | đánh chiến đấu vì                                                                             |
| Fan士              | fen1 si2         | fan (fanatic) fan (machine)                                                          | 粉丝                                | 粉絲                      | người hâm mộ (chủ nghĩa cuồng tín) quạt (máy móc)                                             |
| 爹地/花打          | de1 di4          | daddy (father)                                                                       | 爹地                                | 爹地                      | bố, cha, ba                                                                                   |
| 發騰               | faat3 tang4      | frightened                                                                           | (被)吓到                            | (被)嚇到                  | sợ hãi                                                                                        |
| 高爾夫球           | gou1 ji5 fu1     | golf                                                                                 | 高尔夫球                            | 高爾夫球                  | gôn                                                                                           |
| 結他               | git3 taa1        | guitar                                                                               | 吉他                                | 吉他                      | đàn ghita, Tây Ban cầm                                                                        |
| 吉士               | gat1 si2         | guts (courage) encourage felt like someone just punched you in the gut               | 胆子/勇气 鼓励                      | 膽子/勇氣 鼓勵            | gan (can đảm) nỗ lực cảm thấy như ai đó vừa đấm vào ruột mình                                 |
| 哈佬/哈囉          | haa1 lou3        | Hello Halloween                                                                      | 哈啰                                | 哈囉                      | xin chào Lễ Halloween                                                                         |
| 漢堡包             | hon3 bou2 baau1  | hamburger                                                                            | 汉堡包                              | 漢堡包                    | bánh hamburger                                                                                |
| 阿頭 [calque]      | aa3 tau2         | the head of heading to somewhere                                                     | 领导                                | 領導                      | cầm đầu hướng về nơi nào đó                                                                   |
| 亨里               | hang1 lei5       | honey                                                                                | 亨里                                | 亨里                      | anh/em yêu                                                                                    |
| 熱狗 [calque]      | jit6 gau2        | hotdog                                                                               | 热狗                                | 熱狗                      | xúc xích                                                                                      |
| 呼啦圈             | fu1 laa1 hyun1   | hula hoop                                                                            | 呼啦圈                              | 呼啦圈                    | nhảy hula hoop                                                                                |
| 雪糕               | syut3 go1        | ice-cream                                                                            | 冰淇淋                              | 冰淇淋                    | kem                                                                                           |
| 燕梳               | jin1 so1         | insure (insurance)                                                                   | 保险                                | 保險                      | bảo hiểm                                                                                      |
| 奇異果             | kei4 ji6 gwo2    | kiwifruit                                                                            | 奇异果                              | 奇異果                    | quả dương đào                                                                                 |
| 𨋢                 | lip1             | lift (elevator)                                                                      | 升降机                              | 升降機                    | thang máy                                                                                     |
| 檸檬               | ning4 mung1      | lemon                                                                                | 柠檬                                | 檸檬                      | quả chanh                                                                                     |
| 吉利               | gat1 lei6        | lucky (you) good luck                                                                | 吉利/好运                           | 吉利/好運                 | chúc (bạn) may mắn                                                                            |
| 芒果               | mong1 gwo2       | mango                                                                                | 芒果                                | 芒果                      | quả xoài                                                                                      |
| 咪                 | mai1             | microphone                                                                           | 麦克风                              | 麥克風                    | míc, micro, ống thu thanh                                                                     |
| 模特兒             | mou4 dak6 yi4    | model                                                                                | 模特                                | 模特                      | mẫu người mẫu                                                                                 |
| 摩登               | mo1 dang1        | modern                                                                               | 摩登                                | 摩登                      | hiện đại                                                                                      |
| 摩打               | mo1 daa2         | motor                                                                                | 摩打                                | 摩打                      | mô tô                                                                                         |
| 慕絲               | mou1 si2         | mousse                                                                               | 慕丝                                | 慕絲                      | bánh mousse                                                                                   |
| 媽咪/媽打          | maa1 mi4         | mummy (mother)                                                                       | 妈咪                                | 媽咪                      | mẹ, má                                                                                        |
| 尼龍               | nei4 lung4       | nylon                                                                                | 尼龙                                | 尼龍                      | ni lông                                                                                       |
| 鴉片               | aa1 pin3         | opium                                                                                | 鸦片                                | 鴉片                      | thuốc phiện                                                                                   |
| 班戟               | baan1 gik1       | pancake                                                                              | 饼子                                | 餅子                      | bánh nướng chảo                                                                               |
| 泊車               | paak3 ce1        | parking a vehicle                                                                    | 泊车                                | 泊車                      | đỗ xe                                                                                         |
| 啤梨               | be1 lei2         | pear                                                                                 | 梨子                                | 梨子                      | quả lê                                                                                        |
| 批                 | pai1             | pie                                                                                  | 馅饼                                | 餡餅                      | bánh pie                                                                                      |
| 乒乓波             | bing1 bam1       | ping-pong                                                                            | 乒乓球                              | 乒乓球                    | bóng bàn                                                                                      |
| 布冧               | bou3 lam1        | plum                                                                                 | 李子                                | 李子                      | mận, mơ                                                                                       |
| 爆谷               | baau3 guk1       | popcorn                                                                              | 爆米花                              | 爆米花                    | bỏng ngô                                                                                      |
| 布甸               | bou3 din1        | pudding                                                                              | 布丁                                | 布丁                      | bánh pudding                                                                                  |
| 泵                 | bam1             | pump                                                                                 | 泵                                  | 泵                        | bơm                                                                                           |
| 沙律               | saa1 leot2       | salad                                                                                | 沙拉                                | 沙拉                      | xà lách                                                                                       |
| 三文魚             | saam1 man4 jyu2  | salmon                                                                               | 鲑鱼                                | 鮭魚                      | cá hồi                                                                                        |
| 沙林               | saa3 lam1        | salute                                                                               | 敬礼                                | 敬禮                      | chào nghiêm                                                                                   |
| 三文治             | saam1 man4 zi6   | sandwich                                                                             | 三文治                              | 三文治                    | bánh mì kẹp                                                                                   |
| 沙甸魚             | saa1 din1 jyu2   | sardine                                                                              | 沙丁鱼                              | 沙丁魚                    | cá mòi                                                                                        |
| 沙士               | saa1 si2         | Sarsaparilla (soft drink) SARS                                                       | root beer: 根啤酒 SARS: 萨斯        | 沙士 (非典型肺炎)沙士     | Sarsaparilla (đồ giải khát) SARS                                                              |
| 桑拿               | song1 naa4       | sauna                                                                                | 桑拿                                | 桑拿                      | phòng tắm hơi                                                                                 |
| 私家褲             | si6 gaa1 fu4     | scarf                                                                                | 颈巾                                | 頸巾                      | khăn quàng cổ                                                                                 |
| 薯乜               | syu4 mat1        | schmuck                                                                              | 笨蛋                                | 笨蛋                      | kẻ ngu ngốc, đần độn                                                                          |
| 雪利酒             | syut3 lei6       | sherry                                                                               | 雪利酒                              | 雪利酒                    | rượu sherry                                                                                   |
| (表演)騷           | sou1             | show (performance)                                                                   | (表演)秀                            | (表演)秀                  | biểu diễn                                                                                     |
| 絲打               | si1 daa2         | sister                                                                               | 姐妹                                | 姐妹                      | chị em, tỷ muội                                                                               |
| 梳打水             | so1 daa2         | soda                                                                                 | 苏打水                              | 蘇打水                    | nước ngọt (đồ giải khát)                                                                      |
| 梳化               | sou1 faa4        | sofa                                                                                 | 沙发                                | 沙發                      | ghế sofa                                                                                      |
| (幾)梳乎           | so1 fu4          | relaxing (chilling) ("soft", antonym of "firm")                                      | 舒适                                | 舒適                      | thư giãn (chill) ("thả lỏng", trái nghĩa với "cứng nhắc")                                     |
| 士巴拿             | si6 baa1 naa4    | spanner (wrench)                                                                     | 扳手                                | 扳手                      | cờ lê                                                                                         |
| 士啤               | si6 be1          | spare                                                                                | 备用                                | 備用                      | dung tha, dung thứ                                                                            |
| 士的               | si2 dik1         | stick                                                                                | 拐杖                                | 拐杖                      | que                                                                                           |
| 士多(店鋪)         | si6 do1          | store                                                                                | 店铺                                | 店鋪                      | cửa hàng                                                                                      |
| 士多啤梨           | si6 do1 be1 lei2 | strawberry                                                                           | 草莓                                | 草莓                      | quả dâu tây                                                                                   |
| 新地               | san1 dei6        | sundae                                                                               | 圣代                                | 聖代                      | dồi lợn Hàn Quốc                                                                              |
| 十卜               | sap6buk1         | support                                                                              | 支持                                |                           | hỗ trợ                                                                                        |
| T-恤               | T- seot1         | T-shirt                                                                              | T-恤                                | T-恤                      | áo thun                                                                                       |
| 塔羅牌             | taap3 lo4        | tarot                                                                                | 塔罗牌                              | 塔羅牌                    | bài tarot                                                                                     |
| 的士               | dik1 si2         | taxi                                                                                 | 出租车 ("租车" = xe thuê)           | 計程車                    | xe taxi                                                                                       |
| 呔                 | taai1            | tie                                                                                  | 领带                                | 領帶                      | cà vạt                                                                                        |
| (車)軚             | taai1            | tire (tyre)                                                                          | 轮胎                                | 輪胎                      | lốp xe                                                                                        |
| 多士               | do1 si2          | toast                                                                                | 吐司                                | 吐司                      | bánh mì nướng                                                                                 |
| 拖肥糖             | to1 fei2 tong2   | toffee                                                                               | 太妃糖                              | 太妃糖                    | kẹo bơ cứng                                                                                   |
| 吞拿魚             | tan1 naa4 jyu2   | tuna                                                                                 | 金枪鱼                              | 金槍魚                    | cà ngừ                                                                                        |
| 維他命             | wai4 taa1 ming6  | vitamin                                                                              | 维他命                              | 維他命                    | vitamin                                                                                       |
| 威化(餅)           | wai1 faa4        | wafer biscuit wafer (electronics)                                                    | 感化饼干 晶圆                       | 感化餅乾 晶圓             | bánh xốp đĩa bán dẫn (thiết bị điện tử)                                                       |
| 威士忌             | wai1 si2 gei6    | whisky                                                                               | 威士忌                              | 威士忌                    | rượu whisky                                                                                   |
| 遊艇               | jau4 teng5       | yachting yacht                                                                       | 游艇                                | 遊艇                      | chèo thuyền du thuyền                                                                         |
| 瑜伽               | jyu4 gaa1        | yoga                                                                                 | 瑜迦                                | 瑜迦                      | yoga                                                                                          |
| 乳酪               | jyu5 lok6        | yogurt                                                                               | 酸奶                                | 優格                      | sữa chua                                                                                      |

#### Từ tiếng Pháp
| Chữ Hán | Việt bính    | French  | Tiếng Quan Thoại Trung Quốc đại lục | Tiếng Quan Thoại Đài Loan | Tiếng Việt |
| ------- | ------------ | ------- | ----------------------------------- | ------------------------- | ---------- |
| 梳乎厘  | so1 fu4 lei4 | soufflé | 梳芙厘                              | 舒芙蕾                    | soufflé    |
| 古龍水  | gu2 lung4    | cologne | 香水                                | 香水                      | nước hoa   |
| 冷(衫)  | laang1       | laine   | 纱线                                | 紗線                      | len        |

#### Từ tiếng Nhật
| Chữ Hán | Việt bính          | Tiếng Nhật         | Rōmaji     | Tiếng Quan Thoại Trung Quốc đại lục | Tiếng Quan Thoại Đài Loan | Tiếng Việt                                                            |
| ------- | ------------------ | ------------------ | ---------- | ----------------------------------- | ------------------------- | --------------------------------------------------------------------- |
| 卡拉OK  | kaa1 laa1 ou1 kei1 | カラオケ           | karaoke    | 卡拉OK                              | 卡拉OK                    | karaoke                                                               |
| 老世    | lou5 sai3          | 世帯主             | setainushi | 老板                                | 老闆                      | tổng giám đốc điều hành (CEO) người đứng đầu của một tập đoàn ông chủ |
| 奸爸爹  | gaan1 baa1 de1     | 頑張って           | ganbatte   | 加油                                | 加油                      | cố gắng                                                               |
| 放題    | fong3 tai4         | 食べ放題           | tabe hōdai | 布斐                                | 布斐                      | tiệc đứng, tiệc búp phê                                               |
| 浪漫    | long6 maan6        | 浪漫/ ロマンチック | rōman      | 浪漫                                | 浪漫                      | lãng mạn                                                              |

### Từ cho mượn

#### Cho tiếng Anh
| English              | Chữ Hán | Việt bính   | Tiếng Việt                            |
| -------------------- | ------- | ----------- | ------------------------------------- |
| add oil              | 加油    | gaa1 jau2   | thêm dầu                              |
| chop chop (hurry up) | 速速    | chuk1 chuk1 | khẩn trương                           |
| kowtow               | 叩頭    | kau3 tau4   | lạy                                   |
| typhoon              | 颱風    | toi4 fung1  | bão nhiệt đới Tây Bắc Thái Bình Dương |
| ketchup              | 茄汁    | ke4 zap1    | nước sốt cà chua                      |

#### Cho tiếng Quan Thoại Trung Quốc đại lục
| Tiếng Quan Thoại | Tiếng Quảng Đông             | Việt bính      | Tiếng Việt                                                   | Từ đồng nghĩa tiếng Quan Thoại                            |
| ---------------- | ---------------------------- | -------------- | ------------------------------------------------------------ | --------------------------------------------------------- |
| 买单             | 埋單                         | maai4 daan1    | đòi hoá đơn                                                  | 结账                                                      |
| 搭档             | 拍檔                         | paak3 dong3    | đồng chí, đồngo nghiệp                                       | 伙伴 (quan hệ chủ-tớ hoặc quan hệ làm ăn) 舞伴 (nhảy múa) |
| 打的             | 搭的士                       | daap3 dik1 si2 | lái xe taxi                                                  | 乘出租车                                                  |
| 无厘头           | 無釐頭, corruption of 無來頭 | mou4 lei4 tau4 | nonsensical humour (see mo lei tau) newbie who knows nothing | 莫名其妙                                                  |
| 亮仔/靓仔        | 靚仔                         | leng3 zai2     | cậu bé đẹp trai, sáng sủa                                    | 帅哥儿 俊男 哥们 (chỉ ở mỗi Trung Quốc)                   |
| 拍拖             | 拍拖                         | paak3 to1      | hẹn hò                                                       | 追求 求爱                                                 |
| 很正             | 好正                         | hou2 zeng3     | tuyệt vời/hoàn hảo (thông tục)                               | 很棒                                                      |
| 搞掂/搞定        | 搞掂                         | gaau2 dim6     | Xong chưa? Xong rồi! Điều đó đã được lo liệu rồi!            | 办妥 做完 做好 弄完                                       |

#### Cho tiếng Quan Thoại Đài Loan
| Tiếng Quan Thoại Đài Loan | Bính âm Hán ngữ | Tiếng Quảng Đông | Việt bính      | Tiếng Việt     |
| ------------------------- | --------------- | ---------------- | -------------- | -------------- |
| (猴)塞雷                  | (hóu) sāiléi    | (好)犀利         | hou2 sai1 lei6 | (rất) ấn tượng |
| Hold住                    | hòu zhù         | Hold住           | hou1 jyu6      | khoan đã chờ   |

#### Cho tiếng Nhật
| Kana (Kanji)        | Rōmaji  | Chữ Hán | Việt bính   | Tiếng Việt |
| ------------------- | ------- | ------- | ----------- | ---------- |
| ヤムチャ (飲茶)     | yamucha | 飲茶    | jam² caa4   | yum cha    |
| チャーシュー (叉焼) | chāshū  | 叉燒    | caa1 siu1   | xá xíu     |
| チャーハン (炒飯)   | chāhan  | 炒飯    | caau2 faan6 | cơm rang   |

## Chuyển đổi mã và điều chỉnh từ vay mượn
Tiếng Quảng Châu Hồng Kông có số lượng từ vay nước ngoài cao. Đôi khi, các phần lời nói của các từ kết hợp bị thay đổi. Trong một số ví dụ, một số nghĩa mới của các từ tiếng Anh thậm chí còn được tạo ra. Ví dụ: "至 yeah", theo nghĩa đen là "đúng nhất", có nghĩa là "xu hướng nhất". Ban đầu, "yeah" có nghĩa là có hay được trong tiếng Anh, nhưng nó cũng có nghĩa là "hợp thời trang" khi được kết hợp với tiếng Quảng Đông Hồng Kông ("yeah baby" trong tiếng Anh và "yé-yé" trong tiếng Pháp).
Thay đổi ngữ nghĩa là phổ biến trong các từ khóa vay; khi các từ nước ngoài được vay mượn sang tiếng Quảng Đông, các từ đa âm và các từ đơn âm có xu hướng trở thành không hợp âm, và âm tiết thứ hai thuộc âm Thượng Tăng (âm thứ hai). Ví dụ: "kon1 si2" (tiền xu), "sek6 kiu1" (bảo mật) và "ka1 si2" (đúc). Mặc dù vậy, một số từ đa tiết trở thành đơn âm, như "mon1" (màn hình), theo nghĩa đen là màn hình máy tính. Và một số mục từ vựng tiếng Quảng Đông mới được tạo ra theo hình thái học của tiếng Quảng Đông. Ví dụ: "laai1 記" từ từ "library". Hầu hết các từ không hợp âm và một số từ đơn âm được kết hợp làm cách phát âm ban đầu của chúng, với một số thay đổi nhỏ theo ngữ âm Quảng Đông.
Hầu hết những người nói tiếng Quảng Đông đều có thể kết hợp các từ tiếng nước ngoài vào tiếng Quảng Đông. Những người nói tiếng Quảng Đông ở Hồng Kông thường xuyên trộn mã mặc dù họ có thể phân biệt từ nước ngoài với từ tiếng Quảng Đông. Ví dụ, "噉 都唔 có ý nghĩa", nghĩa đen là "điều đó không có ý nghĩa". Sau khi một người nói tiếng Quảng Đông quyết định ghép mã một từ nước ngoài vào một câu tiếng Quảng Đông, các quy tắc cú pháp của tiếng Quảng Đông sẽ được tuân theo. Ví dụ: "chắc chắn" (肯定) có thể được sử dụng như "你 su1 唔 su1 aa3?" (bạn có chắc không?) như thể nó là đối ngữ Quảng Đông của nó "你 肯 唔 肯定?", sử dụng cấu trúc câu hỏi A-not-A.
Trong một số trường hợp, trộn mã được ưu tiên hơn vì nó có thể đơn giản hóa các câu. Một ví dụ tuyệt vời, mặc dù đã được ghi ngày tháng, về sự tiện lợi và hiệu quả của cách trộn như vậy là "打 cuộc gọi thu thập" thay thế "打 一個 由 對方 付款 嘅 長途 電話", tức là 13 âm tiết được giảm xuống còn bốn.

## Chuyển thể văn bản ngắn

### Viết tắt
Các từ viết tắt thường được sử dụng ở Hồng Kông và đã phát triển mạnh mẽ cùng với việc sử dụng tin nhắn ngắn qua Internet. Dưới đây là một số ví dụ:
| Thuật ngữ ban đầu                                                | Thuật ngữ viết tắt | Giải thích |
| ---------------------------------------------------------------- | --- | --- |
| Tiếng Quảng Châu Hồng Kông: 唔知 (m4 zi1) Tiếng Việt: không biết | 5G (ng5 G) Ví dụ: 甲: 你知唔知邊個係比德? 乙: 我5G Tiếng Việt: A: Bạn biết ai tên là Peter không? B: Tôi không biết (5G).       | Số “5” ở đây không được phát âm là “năm” mà là “ng5” trong tiếng Quảng Đông, tương ứng với từ tiếng Trung “五” (ng5). Vì “五” (ng5) và “唔” (m4), “知” (zi1) và “G” có cách phát âm tương tự, “5G” được dùng để thay thế thuật ngữ Quảng Đông 唔知, và mang nghĩa là “không biết”. |
| Tiếng Quảng Châu Hồng Kông: 鍾意 (zung1 ji3) English: thích      | 中2 (zung3 ji6) Ví dụ: 我好中2佢呀! Tiếng Việt: Tôi thích (中2 zung3 ji6) anh ấy nhiều lắm!                                     | Do cách phát âm tương tự, “2” ở đây được phát âm là “二” (ji6) trong tiếng Trung Quốc chứ không phải là “hai”. Kết hợp số này với ký tự Trung Quốc “中” (zung3), nó mang cách phát âm tương tự là “鍾意” ( zung1 ji3) nhưng cấu trúc của thuật ngữ này đơn giản hơn nhiều.         |
| Tiếng Quảng Châu Hồng Kông: 師奶 (si1 naai1) Tiếng Việt: nội trợ | C9 Ví dụ: 你著到成個C9咁 Tiếng Việt: Bạn ăn mặc như một bà nội trợ vậy (C9).                                                    | Từ C9 nên được phát âm bằng tiếng Anh “C nine”, rất giống với tiếng Quảng Đông si1 naai1. Đây là một hình thức dễ dàng hơn để gõ từ “師奶” mà không thay đổi nghĩa trong tiếng Quảng Đông. Hai ký tự đã có trên bàn phím nên việc gõ phím sẽ đơn giản hơn rất nhiều.               |
| 7-Eleven (7-11)                                                  | Se-fun(音:些粉)/ Chat1 Jai2(七仔） Ví dụ: 去些粉/七仔買野飲先 Tiếng Việt : Hãy đến 7-Eleven (Se-fun 些粉) để mua thức uống nào. | “Chat1” là từ tiếng Trung gồm bảy và “Jai2” là con trai hoặc con trai |
| Tiếng Quảng Châu Hồng Kông: 外賣 Tiếng Việt: mua mang về         | Haang4 Gai1(行街) (nghĩa đen: đi trên phố) Ví dụ: 魚蛋粉行街! Tiếng Việt: Mua mang về Fish Ball Noodles! (Haang4 Gai1 行街)     | Từ viết tắt này thường được dùng trong các quán cà phê mang phong cách Hồng Kông. |
| Uh-huh                                                           | 55 Ví dụ: 甲: 你今日要番學? 乙:55 Tiếng Việt: A: Hôm nay bạn có phải đến trường không? B: Có (55).                              | Từ đồng âm với “ng ng” (嗯嗯) biểu thị sự đồng ý hoặc hiểu biết. |
| Tiếng Quảng Châu Hồng Kông: 發表/張貼 Tiếng Việt: đăng           | po Ví dụ: 我po咗相 Tiếng Anh: I posted (po) a photo. Tiếng Việt: Tôi đã đăng (up) một bức ảnh.                                  | Một ví dụ về sự thiếu sót phổ biến của phụ âm cuối (không có trong tiếng Quảng Đông) |